# Wójtostwo (Szczyty)
Wójtostwo – część wsi Szczyty w Polsce położona w województwie łódzkim, w powiecie pajęczańskim, w gminie Działoszyn.
W latach 1975–1998 Wójtostwo administracyjnie należało do województwa sieradzkiego.